# ジャネット・マクドナルド
ジャネット・マクドナルド（Jeanette MacDonald、1903年6月18日 - 1965年1月14日）はアメリカ合衆国ペンシルベニア州フィラデルフィア出身の女優・歌手。
戦前の音楽映画の看板スターとして知られた。1965年1月14日、ヒューストンのメソジスト病院で心臓まひのため、57（61）歳で亡くなった。

## 略歴
本名はジャネット・アンナ・マクドナルド（Jeanette Anna MacDonald）。幼少の頃から声楽・ダンスを学び、1919年ブロードウェイで初舞台を踏む。
20年代を通して何作かのミュージカルに出演したのち、1929年、パラマウント映画『ラヴ・パレード』（エルンスト・ルビッチ監督、モーリス・シュヴァリエ共演）で映画初出演を果たし、一躍パラマウントの看板スターのひとりとなる。シュヴァリエとは4作で共演した。
1933年、メトロ・ゴールドウィン・メイヤー（MGM）へ移籍し、翌1935年からのバリトン歌手ネルソン・エディとの8作に及ぶ共演によって人気は最高潮を迎える。1937年俳優ジーン・レイモンドと結婚。
一旦MGMから離れた後、1943年にはモントリオールでオペラ初出演（『ロメオとジュリエット』）を果たしている。1950年代以降はレコーディング・舞台出演・テレビ出演で活動を続けた。

## 出演作品
- ラヴ・パレード The Love Parade (1929) パラマウント
- 放浪の王者 The Vagabond King (1930) パラマウント
- 極楽島満員 Let's Go Native (1930) パラマウント
- モンテ・カルロ Monte Carlo (1930) パラマウント
- 魅惑を賭けて The Lottery Bride (1930) ユナイテッド・アーティスツ
- 盗まれた接吻 Oh, for a Man (1930) フォックス
- 女に賭けるな Don't Bet on Women (1931) フォックス
- アナベル情事 Annabelle's Affairs (1931) フォックス
- 君とひととき One Hour with You (1932) パラマウント
- 今晩は愛して頂戴ナ Love Me Tonight (1932) パラマウント
- 猫と提琴 The Cat and the Fiddle (1934) MGM（以下42年までの出演作はすべてMGM作品）
- メリィ・ウィドウ The Merry Widow (1934)
- 浮かれ姫君 Naughty Marietta (1935)
- ローズ・マリイ Rose Marie (1936)
- 桑港 San Francisco (1936)
- 君若き頃 Maytime (1937)
- 歌ふ密使 The Firefly (1937)
- ポルカの歌姫 The Girl of the Golden West (1938)
- Sweethearts (1938) ※日本劇場未公開
- ブロードウェイ・セレナーデ Broadway Serenade (1939) ※日本劇場未公開
- ニュウ・ムウン New Moon (1940)
- Bitter Sweet (1940) ※日本劇場未公開
- Smilin' Through (1941) ※日本劇場未公開
- I Married an Angel (1942) ※日本劇場未公開
- Cairo (1942) ※日本劇場未公開
- Follow the Boys (1944) ※日本劇場未公開（ゲスト出演）ユニバーサル
- Three Daring Daughters (1948) ※日本劇場未公開　MGM
- 山荘物語 The Sun Comes Up (1949) MGM